# 艾伦·福尼
艾伦·福尼（英語：Alan Forney，1960年6月28日—），美国前男子赛艇运动员。他曾代表美国参加1984年夏季奥林匹克运动会赛艇比赛，获得男子四人单桨无舵手银牌。